# 西堀江村
西堀江村（にしほりえむら）は、かつて愛知県西春日井郡に存在した村である。現在の清須市西堀江に該当する。

## 沿革
- 明治22年（1889年）10月1日 - 町村制の施行により、西堀江村が単独で自治体を形成。
- 明治33年（1900年）9月28日 - 須ヶ口村と合併して桃栄町が発足。同日西堀江村廃止[1]。